# 빌라산타마리아
빌라산타마리아(이탈리아어: Villa Santa Maria)는 이탈리아 아브루초주 키에티도에 있는 코무네이다.

## 출신 유명 인물
- 프란치스 카라촐로